# Феодор II (патриарх Константинопольский)
Патриа́рх Фео́дор II Ириник (греч. Πατριάρχης Θεόδωρος Β' Εἰρηνικός, по прозвищу Копа́ греч. Κωπάς; ум. 31 января 1216) — Константинопольский патриарх в 1214—1216.
Друг Никиты и Михаила Хониатов. Начинал карьеру как чиновник дворцовой канцелярии. Был ритором и ипатом философов.
После взятия Константинополя крестоносцами стал священником и хартофилаком Великой церкви. 28 сентября 1214 избран патриархом. Умер 31 января 1216.